# Palmones
Palmones är en ort i Spanien.   Den ligger i provinsen Provincia de Cádiz och regionen Andalusien, i den södra delen av landet, 500 km söder om huvudstaden Madrid. Palmones ligger 4 meter över havet och antalet invånare är 1 972.
Terrängen runt Palmones är kuperad norrut, men söderut är den platt. Havet är nära Palmones åt sydost.  Närmaste större samhälle är Algeciras, 4,9 km söder om Palmones. 